# Yateley
Yateley je město v anglickém hrabství Hampshire jihozápadně od Londýna. Leží v severovýchodním koutu samosprávného okresu Hart. Patří do něj i obce Frogmore a Darby Green.
V roce 2001 mělo 21 011 obyvatel. Člení se na 4 části:
Východ (Yateley East) s 5 168 obyvateli, Sever (Yateley North; 5 078), Západ (Yateley West, 5 149) a Frogmore s Darby Green (5 616). Přepočet pro rok 2009 dal 20 214 obyvatel.
Yateleyská městská rada je jednou z mála obecních rad, oceněných národní Radou kvality (Quality Council). Roku 2011 byl okres Hart ohodnocen jako nejvíce žádoucí místo pro život a Yateley bylo uvedeno ve zprávách BBC jako jedno z měst tohoto okresu. V roce 2014 bylo zhodnoceno jako jedna z nepřitažlivějších oblastí (podle PSČ) pro život v Anglii.